# قرار مجلس الأمن التابع للأمم المتحدة رقم 81
قرار مجلس الأمن التابع للأمم المتحدة رقم 81، المعتمد في 24 مارس 1950، بعد تلقي رسالة من الأمين العام، أحاط المجلس علما بقرار الجمعية العامة رقم 268 وقرر أن يبني إجراءاته على المبادئ الواردة فيه، في حالة مناسبة.
اعتمد القرار بأغلبية 10 أصوات. كان الاتحاد السوفيتي غائبًا عند إجراء التصويت.

## روابط خارجية
- نص القرار في undocs.org
- نص قرار الجمعية العامة 268 (PDF)